# 後街女孩
《後街女孩》（Back Street Girls）是Jasmine Gyuh創作的一部日本漫画，自《週刊Young Magazine》（講談社）2015年16号起開始連載。该作品是一部描述黑道3人組因為犯錯而為了不要被老大殺掉，因此被迫接受變性手術與全身整形手術，進而成為地下偶像「後街女孩」出道的搞笑漫畫。
2018年改編為電視動畫，該年7月至10月間播出10話。2019年2月8日，改編為電影上映。

## 故事簡介
山本健太郎，立花亮與杉原和哉這三個黑道組織的流氓，因為犯了錯，而被組織的老大下令轉性變成女性偶像歌手替老闆賺錢。原先三人想拒絕，卻因為不想死而接受了這個條件。但沒想到他們成為偶像歌手之後，居然真的走紅，有了很多粉絲。可是心中還是鐵漢子的他們，每天都非常的苦惱。

## 登場人物

### 後街女孩
山本愛理／山本健太郎（声：贯井柚佳（愛理）／小野大辅（健太郎））
本名山本健太郎，通稱大哥。28岁，留着茶色的中分头发，後街女孩的隊長。當黑道時留著平頭，臉上有一個刀疤。为防止长胡子而注射女性荷尔蒙。小时候被家人抛弃，由祖父抚养长大。
立花真理／立花隆（声：前田佳织里（真理）／日野聪（隆））
本名立花隆，通稱阿隆。25岁。美麗的姐姐型角色。當黑道時留著一頭後梳頭。被稱作是犬金組中最強的打手。父親也是名黑道，但久違的再會後，才發現父親也跟著變性。
切下的生殖器找到後，被電視評論員評為：「細細長長的，應該是中學生的尺寸」。
杉原千佳／杉原和彦（声：赤尾光（千佳）／兴津和幸（和彦））
本名杉原和彥，通稱阿和。23歳。可愛的妹型角色。當黑道時留著一頭電棒頭，還有小鬍子。高中時曾打過拳擊。
莉娜（声：高橋未奈美（莉娜）／川田紳司（喬治））
本名喬治。後街女孩練習生第1期生。25岁。美國人，出身自紐約貧民街，是義大利黑幫GOD MONEY的成員。但由於表現失態，為了獲得如何經營偶像團體的知識而被送往犬金組，並因此遭到變性。
中村結衣（声：真野步）
後街女孩練習生第2期生。17岁。青森縣人，夢想加入後街女孩，因此直接和犬金組長談判後以練習生身分加入。是後街女孩中唯一的女性，也和黑道沒有任何關係。曾被後街女孩被害人協會設立的HG製作公司挖角未果。

### 後街女孩的相關人物
犬金鬼萬次郎（声：藤原啓治）
犬金組組長。犬金企画的社長兼製作人兼作詞家。前大儲組組員。性格腹黑而且鬼畜，对“后街女孩”采取暴力严惩的法规，甚至让其他犯错或不听话的组员进行变性手术。要求组员称自己为“老师”。 最后为“后街女孩”的解体危机，而自愿切掉男性生殖器。虽然是个令人害怕的角色，但实际上除了变性的犬金组组员以及其他黑社会成员外，从未出手打过或骂过女性，甚至如同父亲一样关心着中村结衣，甚至会出手大打那些看不起女性的外人。最终，由于Kodan电视台未经过他的同意播报后街女孩的丑闻，导致犬金鬼万次郎十分生气，亲自出马殴打制作人，导致被警方逮捕。
曼德林木下（聲：諏訪部順一）
後街女孩的經紀人兼製作人。捧紅過許多偶像團體，是經紀人界的傳奇人物。在他的手上沒有不會紅的偶像。但由於只是名與犬金組沒有任何關係的一般人，所以並不知道後街女孩的真面目，對於他們作為偶像卻有著脫序的言行感到不解，並受到很大的困擾。
透過數年來對於少女心理学的研究，獲得日本第一位少女学博士（講談大学大学院基礎文化研究科少女心理学）博士（心理学）。
木村（聲：花江夏樹）
後街女孩的助手。犬金組的若眾。是三人組在當黑道時的小弟。現在是千佳的粉絲。

### 後街女孩被害人協會
岡本鐵平（声：斧篤志）
後街女孩被害人協会会長，家里开着蛋拌飯專門店，也是元祖蛋拌飯第2代店主。67岁。由於後街女孩演出的美食節目使得他已經營業84年的店倒閉，讓他也因此組成後街女孩被害人協會。
村上裕子（声：恒松步）
後街女孩被害人協會副会長。62岁。雖然有夫有子，但由於父子都成為真理的粉絲的事情曝光，讓她的家庭因此崩壞。
竹村真治（声：福島潤）
前犬金組的金庫守衛。32岁。因為侵占款項的事情曝光而被迫變性，但因為臉孔讓人感到噁心而被組織驅逐。
岩村太郎（声：江川央生）
犬金組中的第五號人物。46岁。因為弄傷後街女孩的臉，被組長強迫施以豐胸手術。
田中夏子（声：齊藤貴美子）
大牌演歌歌手。犬金組組長之妻。57岁。為人毒舌，是名新人殺手。討厭偶像，誤以為老公和後街女孩有外遇。

### 其他
藤井岳美
32歲，後街女孩被害人協會副會長之子，迷戀後街女孩，偷走真理當年被切下來的生殖器，成立「後街女孩教」，自命教祖。

## 出版書籍
| 集數 | 講談社        | 講談社                 | 東立出版社     | 東立出版社                     |
| 集數 | 發售日期      | ISBN                   | 發售日期       | ISBN / EAN                     |
| ---- | ------------- | ---------------------- | -------------- | ------------------------------ |
| 1    | 2015年8月6日  | ISBN 978-4-06-382649-4 | 2016年6月20日  | EAN 471-0945-54830-2（首刷版） |
| 2    | 2016年12月4日 | ISBN 978-4-06-382711-8 | 2016年8月3日   | ISBN 978-986-470-261-9         |
| 3    | 2016年3月4日  | ISBN 978-4-06-382742-2 | 2016年9月5日   | ISBN 978-986-470-262-6         |
| 4    | 2016年7月6日  | ISBN 978-4-06-382808-5 | 2016年12月6日  | ISBN 978-986-470-680-8         |
| 5    | 2016年10月6日 | ISBN 978-4-06-382859-7 | 2017年1月17日  | ISBN 978-986-482-132-7         |
| 6    | 2017年2月6日  | ISBN 978-4-06-382903-7 | 2017年10月16日 | ISBN 978-986-482-821-0         |
| 7    | 2017年5月2日  | ISBN 978-4-06-382963-1 | 2018年1月22日  | ISBN 978-986-486-335-8         |
| 8    | 2017年9月6日  | ISBN 978-4-06-510151-3 | 2018年11月16日 | ISBN 978-986-486-875-9         |
| 9    | 2017年12月6日 | ISBN 978-4-06-510541-2 | 2019年2月26日  | ISBN 978-957-26-0460-1         |
| 10   | 2018年3月6日  | ISBN 978-4-06-511078-2 |                |                                |
| 11   | 2018年6月6日  | ISBN 978-4-06-511761-3 |                |                                |
| 12   | 2019年1月4日  | ISBN 978-4-06-514159-5 |                |                                |

## 電視動畫
《YOUNG MAGAZINE》2018年1号公佈要改編成電視動畫。2018年7月3日起播出。

### 工作人員
- 原作：Jasmine Gyuh[4]
- 導演、分鏡、演出：今千秋[4]
- 系列構成：山川進[5]
- 作畫監督：梶谷光春
- 美術監督：黑田友範
- 色彩設計：店橋真弓
- 攝影監督：福世晉吾
- 編輯：山岸步奈美
- 音響監督：明田川仁[4]
- 音響制作：MAGIC CAPSULE（日语：ジックカプセル）[4]
- 音樂：月蝕會議（日语：月蝕會議）
- 音樂制作：環球音樂／EMI Records
- 音樂製作人：北村亮介
- 動畫製作：J.C.STAFF[4]
- 製作：犬金企劃（東映影片（日语：東映ビデオ）、講談社）[5]

### 主題曲
- ゴクドルズ虹組成員為（貫井柚佳、前田佳織里、赤尾光）；ゴクドルズ漢組成員為（小野大輔、日野聰、興津和幸）；中村結衣為真野步。

片頭曲「Gokudols Music（ゴクドルミュージック）」
填詞、作曲、編曲：大石昌良，主唱：ゴクドルズ虹組（第1話 - 第6話、第8話）、ゴクドルズ漢組（第7話）
片尾曲「星星的形狀（星のかたち）」
填詞：井上拓，作曲：CHI-MEY，主唱：ゴクドルズ虹組（第1話 - 第6話、第8話）、ゴクドルズ漢組（第7話）
插入曲
填詞：ジャスミン・ギュ，作曲、編曲：月蝕會議，主唱：ゴクドルズ虹組
「戀愛的結拜酒（恋のサカズキ）」（第1話、第6話）
「無仁義之戀（仁義なき恋）」（第4話）
「戀愛暴徒（恋の潰し屋）」（第4話）
主唱：中村結衣（第7話）
「誰會給你自由啊（自由なんかあげるか）」（第6話）
「生氣了嗎？（怒ってんの？）」（第6話）
「去夢想之島（夢のシマへ）」（第7話）
「宇宙級的愛（宇宙級の愛）」（第9話）
「愛的徒刑（愛の懲役）」（第10話）

### 各話列表
| 話數   | 話數 | 日文標題 | 中文標題                    | 劇本          |
| ------ | ---- | -------- | --------------------------- | ------------- |
| 第1話  | #1   |          | 咱們開始當偶像了。          | 山川進        |
| 第1話  | #2   |          | 老大！老師？製作人！？      | 山川進        |
| 第1話  | #3   |          | 酸甜的回憶                  | 山川進        |
| 第1話  | #4   |          | 理解我們                    | 山川進        |
| 第1話  | #5   |          | 打倒！！黑幫！！            | 山川進        |
| 第2話  | #6   |          | 因為‥‥                      | 山川進        |
| 第2話  | #7   |          | 不可能                      | 山川進        |
| 第2話  | #8   |          | 談話秘訣♡                   | 山川進        |
| 第2話  | #9   |          | 什麼是女生交流？            | 山川進        |
| 第2話  | #10  |          | 相愛著嗎？                  | 山川進        |
| 第3話  | #11  |          | 少女大師                    | 山川進        |
| 第3話  | #12  |          | 銀幕之星                    | 山川進        |
| 第3話  | #13  |          | 想重來                      | 山川進        |
| 第3話  | #14  |          | 第四個男人                  | 山川進        |
| 第3話  | #15  |          | 是黑道也是偶像              | 山川進        |
| 第4話  | #16  |          | 後街女孩的秘密              | 山川進        |
| 第4話  | #17  |          | 傳說的演唱會                | 山川進        |
| 第4話  | #18  |          | 超愛                        | 山川進        |
| 第4話  | #19  |          | 靈魂食物                    | 山川進        |
| 第4話  | #20  |          | 傷痕                        | 山川進        |
| 第4話  | #21  |          | 我恨你們                    | 山川進        |
| 第5話  | #22  |          | 無榮耀的勝者                | 山川進        |
| 第5話  | #23  |          | 男人迷                      | 山川進        |
| 第5話  | #24  |          | 日本夢                      | 山川進        |
| 第5話  | #25  |          | DON和老大                   | 山川進        |
| 第5話  | #26  |          | 家族的牽絆                  | 山川進        |
| 第5話  | #27  |          | 在後街女孩被害者協會        | 山川進        |
| 第6話  | #28  |          | 勞動者啊，團結起來!         | 山川進        |
| 第6話  | #29  |          | 對決老大                    | 山川進        |
| 第6話  | #30  |          | 鴿子                        | 山川進        |
| 第6話  | #31  |          | 誠實                        | 山川進        |
| 第6話  | #32  |          | 夫婦善哉                    | 山川進        |
| 第6話  | #33  |          | 5人的惡魔                   | 山川進        |
| 第7話  | #34  |          | 超脫                        | 山川進        |
| 第7話  | #35  |          | 重要的東西                  | 山川進        |
| 第7話  | #36  |          | 父輩的教誨                  | 山川進        |
| 第7話  | #37  |          | 超級新人                    | 山川進        |
| 第7話  | #38  |          | 女子高中生                  | 山川進        |
| 第7話  | #39  |          | 前輩晚輩                    | 山川進        |
| 第8話  | #40  |          | 整人                        | 山川進        |
| 第8話  | #41  |          | 给你勇气                    | 山川進        |
| 第8話  | #42  |          | Shall we dance or revenge？ | 山川進        |
| 第8話  | #43  |          | 面试                        | 山川進        |
| 第8話  | #44  |          | 下半身的故事                | 山川進        |
| 第8話  | #45  |          | 胡子与波                    | 山川進        |
| 第9話  | #46  |          | 改变路线                    | 山川進 今千秋 |
| 第9話  | #47  |          | My Angel                    | 山川進 今千秋 |
| 第9話  | #48  |          | 厉害                        | 山川進 今千秋 |
| 第9話  | #49  |          | 爱惨惨                      | 山川進 今千秋 |
| 第9話  | #50  |          | 爱灿烂                      | 山川進 今千秋 |
| 第9話  | #51  |          | 被温柔包围                  | 山川進 今千秋 |
| 第9話  | #52  |          | 采访                        | 山川進 今千秋 |
| 第10話 | #53  |          | 黑道魂                      | 山川進        |
| 第10話 | #54  |          | 付之一炬                    | 山川進        |
| 第10話 | #55  |          | Hell p Me                   | 山川進        |
| 第10話 | #56  |          | 畢業                        | 山川進        |
| 第10話 | #57  |          | 提升                        | 山川進        |
| 第10話 | #58  |          | 最終回…                     | 山川進        |

## 電影
2018年11月宣布真人電影化，於2019年2月8日上映。

### 演員
- 山本健太郎／愛理：白洲迅／岡本夏美
- 立花隆／真理：花澤將人（日语：花沢将人）／松田路加
- 杉原和彥／千佳：柾木玲彌（日语：柾木玲弥）／坂之上茜（日语：坂ノ上茜）
- 犬金鬼萬次郎：岩城滉一（日语：岩城滉一）
- 木村：菅谷哲也（日语：菅谷哲也）
- 山城麗華：淺川梨奈
- 島崎美沙：秋山莉奈
- 陣内由希子：高嶋香帆（日语：高嶋香帆）
- 小黑田：小澤仁志（日语：小沢仁志）
- 小泉成二：櫻田通
- 居酒屋店主：大杉漣（友情出演）

### 工作人員
- 原作：Jasmine Gyuh
- 腳本：増本庄一郎（日语：増本庄一郎）、伊藤秀裕
- 監督：原桂之介
- 音樂：伊東正美
- 主題歌：後街女孩「Venus」（環球音樂／EMI音樂）
- 製作：村松秀信、岡田武士、瀨井哲也、木下直哉（日语：木下直哉）、中野伸二（日语：中野伸二）
- 執行製作人：岡本東郎、丸山博雄（日语：丸山博雄）
- 企劃・製作：紀伊宗之、伊藤秀裕
- 製作人：小杉寶、阿部誠、行實良、村島亘、佐藤敏宏、三浦和佳奈
- 助理製作人：田中亮祐
- 角色分配製作人：山口正志
- 攝影：加藤十大
- 照明：志村昭裕
- 錄音：西條博介
- 美術・裝飾：田口貴久
- 編集：目見田健
- 音響效果：澀圭介
- 演技事務：出射均
- 助監督：大津是
- 製作擔當：伊藤友子
- 製作協力：芳賀正光（日语：芳賀正光）
- 衣裝：岡本華菜子
- 化妝：梅原さとこ
- 舞台衣裝設計：D
- 舞蹈指導：左 HIDALI（日语：Hidali）
- VFX製作人：芳賀寛之（HIプロジェクト）
- 宣傳製作人：是木良介
- 製作公司：Excellent Films
- 製作：電影「後街女孩」製作委員會
- 配給：東映

## 電視劇
2019年2月18日起，於TBS電視台、星期一0:50～1:20播出。主要演員與電影相同。

### 演員
- 山本健太郎／愛理：白洲迅／岡本夏美
- 立花隆／真理：花澤將人（日语：花沢将人）／松田路加
- 杉原和彥／千佳：柾木玲彌（日语：柾木玲弥）／坂之上茜（日语：坂ノ上茜）
- 犬金鬼萬次郎：岩城滉一（日语：岩城滉一）
- 木村：菅谷哲也（日语：菅谷哲也）
- 唯：小宮有紗
- 小黑田：小澤仁志（日语：小沢仁志）
- 隆的父親：中野英雄（日语：中野英雄）
- 居酒屋店主：大杉漣（友情出演）

### 工作人員
- 原作：Jasmine Gyuh
- 腳本：伊藤秀裕、吹原幸太、佐東みどり
- 監督：原桂之介
- 音樂：伊東正美
- 片頭歌：後街女孩「恋して♡愛して♡養って♡」（環球音樂／EMI音樂）
- 片尾曲：
  - 「酒と泪と男が女」（第1話）
  - 「Verbena」（第2話）
  - 「Why」（第3話）
  - 「妄想レッツGO!」（第4話）
  - 「恋のサカヅキ」（第5話）
  - 「Venus」（最終話）
- 插曲：
  - 「恋のサカヅキ」
  - 「夢のシマへ」
  - 「あたたかいその指」
- 執行製作人：加藤和夫、阿部誠、丸山博雄
- 企劃・製作：伊藤秀裕
- 製作人：小田元浩、北村亮介、南薗啓介、村島亘、佐藤敏宏、三浦和佳奈
- 助理製作人：田中亮祐
- 角色分配製作人：山口正志
- 攝影：加藤十大
- 照明：志村昭裕
- 錄音：西條博介
- 美術・裝飾：田口貴久
- 編集：目見田健
- 音響效果：澀圭介
- 演技事務：出射均
- 助監督：大津是
- 製作擔當：伊藤友子
- 製作協力：芳賀正光
- 衣裝：岡本華菜子
- 化妝：梅原さとこ
- 舞台衣裝設計：D
- 舞蹈指導：左 HIDALI
- VFX製作人：芳賀寛之（HIプロジェクト）
- 宣傳製作人：是木良介
- 製作公司：Excellent Films
- 製作：電視劇「後街女孩」製作委員會

### 播出日程
| 各集   | 播出日期 | 播出日期 | 標題                         | 中文標題                     | 腳本                         |
| 各集   | 毎日放送 | TBS      | 標題                         | 中文標題                     | 腳本                         |
| ------ | -------- | -------- | ---------------------------- | ---------------------------- | ---------------------------- |
| 第1話  | 2月18日  | 2月20日  | わしらアイドル始めました。   | 俺們開始當偶像了。           | 吹原幸太                     |
| 第2話  | 2月25日  | 2月27日  | わしら売れちゃいました。     | 俺們大紅了。                 | 吹原幸太                     |
| 第3話  | 3月04日  | 3月06日  | わしらの任侠道（人気追道）。 | 俺們的任俠道（人氣上升道）。 | 伊藤秀裕                     |
| 第4話  | 3月11日  | 3月13日  | わしらのルーツ。             | 俺們的根本。                 | 伊藤秀裕                     |
| 第5話  | 3月18日  | 3月20日  | わしら頑張ってます。         | 俺們努力著。                 | 佐東みどり                   |
| 最終話 | 3月25日  | 3月27日  | わしらアイドル続けてます。   | 俺們繼續當偶像了。           | 伊藤秀裕 吹原幸太 佐東みどり |

## 外部連結
- 『後街女孩』官網YOUNG MAGAZINE官網 （页面存档备份，存于）
- 电视动画《後街女孩》官方网站 （页面存档备份，存于）
- 电视动画《後街女孩》的X（前Twitter）